# Martin Sichert

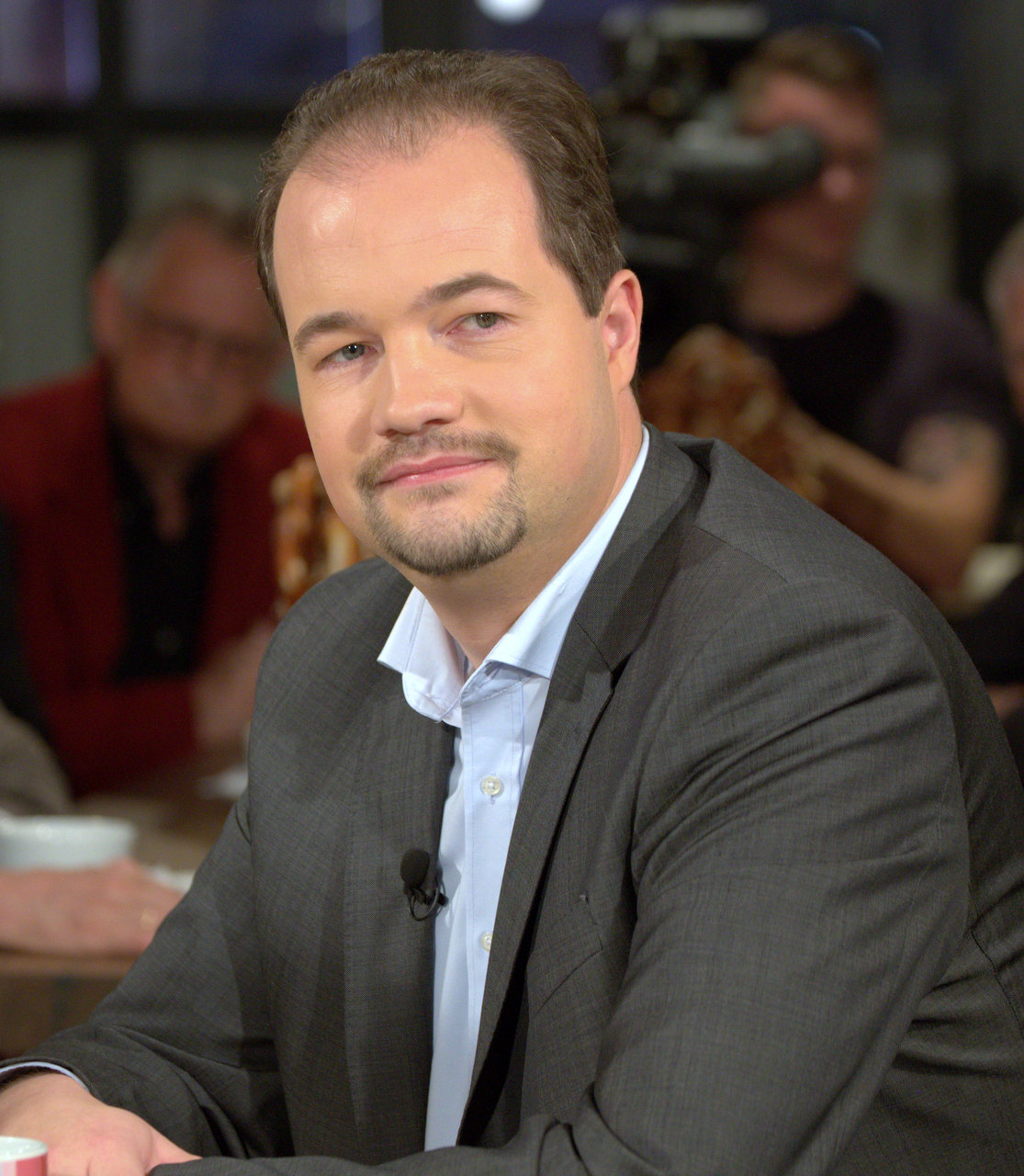
Martin Sichert (2018)

Martin Johannes Sichert (* 10. Juni 1980 in Nürnberg) ist ein deutscher Politiker (AfD).
Sichert ist seit 2017 Mitglied des Deutschen Bundestages und war von 2017 bis 2019 bayerischer Landesvorsitzender der AfD. Sichert ist gesundheitspolitischer Koordinator der AfD.

## Werdegang
Sichert besuchte in den Jahren 1986 bis 1990 die Grundschule Schwarzenbruck und von 1990 bis 1999 das Willibald-Gluck-Gymnasium Neumarkt in der Oberpfalz, welches er mit dem Abitur verließ. Es schloss sich von 1999 bis 2006 ein Studium der Betriebswirtschaftslehre an der Friedrich-Alexander-Universität Erlangen-Nürnberg an, das er als Diplom-Kaufmann abschloss. Er arbeitete über sieben Jahre in Regensburg.
In den Jahren 2001 bis 2004 war Sichert Mitglied der Jungen Liberalen, wo er im Jahr 2004 in einer Kampfkandidatur um den Landesvorsitz dem späteren bayerischen FDP-Landes- und Fraktionsvorsitzenden, Martin Hagen, unterlag. Im Jahr 2008 war er Mitglied der SPD und von 2009 bis 2012 Mitglied in der FDP.
Unter dem ehemaligen AfD-Parteichef Bernd Lucke lief gegen Sichert ein Parteiausschluss-Verfahren wegen Rechtsextremismus-Verdachts. Sichert soll nach Aussagen von Lucke unter anderem behauptet haben, im Zweiten Weltkrieg hätten die „zwei größten Massenmörder“ gesiegt, und gefordert haben, einen Sexualtäter zur Frau umzuoperieren und nackt nach Marokko zurückzuschicken.
Martin Sichert war als Vorsitzender des AfD-Kreisverbands Nürnberg/Schwabach bei den Bundestagswahlen 2017 und 2021 Direktkandidat im Bundestagswahlkreis Nürnberg-Nord.
Er war vom 25. November 2017 bis 14. September 2019 Landesvorsitzender der AfD Bayern.
Martin Sichert ist Mitglied des Vereins Mensa in Deutschland.
Sichert ist mit der Jesidin Ronai Chaker verheiratet und hat zwei Kinder. Das Paar lebt getrennt.

## Abgeordneter
Im 19. Deutschen Bundestag war Sichert ordentliches Mitglied im Ausschuss für Arbeit und Soziales und gehört als stellvertretendes Mitglied dem Ausschuss für Wirtschaft und Energie an. Er wurde bei der Bundestagswahl 2021 wiedergewählt.
Sichert verlegte sein Büro nach Wilhelmshaven und bewirbt sich bei der Bundestagswahl 2025 im Bundestagswahlkreis Friesland – Wilhelmshaven – Wittmund auf Platz 3 der Landesliste der AfD Niedersachsen. 
Am 30. Januar 2025 wurde die Immunität von Sichert durch den 20. Deutschen Bundestag zur Durchführung von Strafverfahren wegen Verdachts des Verstoßes gegen das Kunsturhebergesetz aufgehoben.
Am 26. Juni 2025 hob auch der 21. Deutsche Bundestag Sicherts Immunität auf.

## Politische Positionen

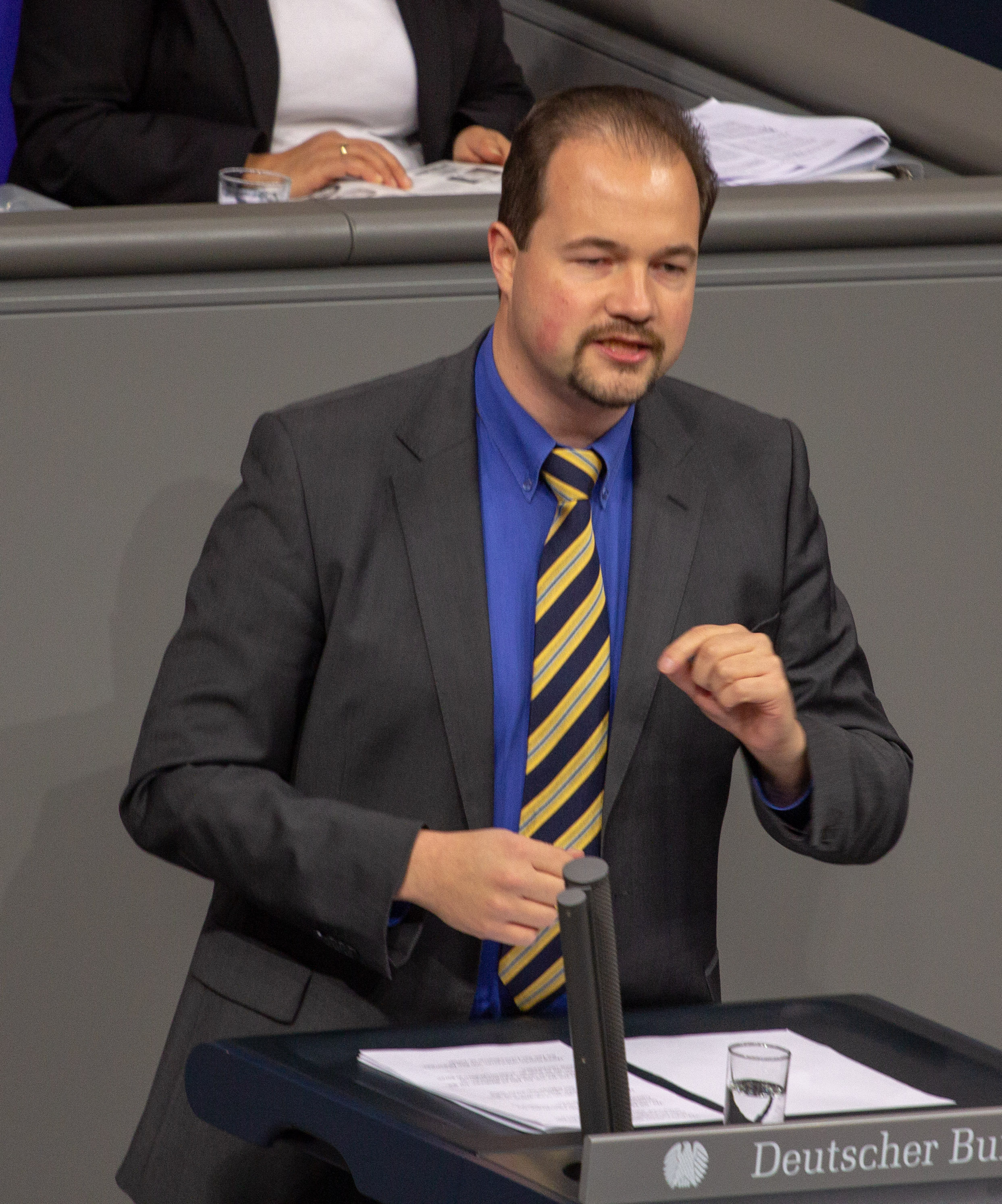
Martin Sichert, 2019 im Deutschen Bundestag

Nach der Bundestagswahl 2017 charakterisierten Journalisten der Wochenzeitung Die Zeit Sichert innerhalb der rechtspopulistischen AfD als „nationalkonservativ“ und befanden, er habe sich im Interview mit einer Lokalzeitung „als eine Art AfD-Robin-Hood“ präsentiert. Dort habe er gesagt, er wolle eine Stimme sein für „den Obdachlosen unter der Brücke, die Rentner, die Pfandflaschen sammeln müssen“, sowie für die Frauen „gerade aus Parallelgesellschaften, die nicht frei sind in der Wahl ihres Ehepartners“. Den politischen Gegner SPD nannte er „Scharia-Partei Deutschlands“.

### Zweiter Weltkrieg
Den Wehrmachtsgeneral Erwin Rommel nannte er im Internet eine „der ehrenhaftesten Gestalten des Zweiten Weltkriegs“. Nach einer ver.di-Publikation verharmloste Sichert im Jahr 2012 auf seiner Facebookseite mehrfach die deutschen Kriegsverbrechen im Zweiten Weltkrieg.

### COVID-19
Im Oktober 2020 äußerte Sichert im Bundestag, bald gebe „es keinerlei Unterschied mehr zwischen einer epidemischen Notlage nationaler Tragweite und Hitlers Ermächtigungsgesetz von 1933“.
Im November 2021 behauptete Sichert im Bundestag wahrheitswidrig, seit Februar seien mehr Jugendliche an der COVID-19-Impfung als an der Krankheit selbst gestorben. Das Robert Koch-Institut (RKI), das die COVID-19-Todesfälle gestaffelt nach Altersgruppen und Kalenderwochen aufführt, gibt aus Datenschutzgründen die Werte 1, 2 und 3 in einer Kalenderwoche als „<4“ (kleiner/weniger als 4) an. Bei Annahme des kleinsten möglichen Werts 1 kommt man daher bis Ende Oktober 2021 in der Gruppe der 10- bis 19-jährigen auf mindestens 12 Todesfälle aufgrund COVID-19. Laut dem Paul-Ehrlich-Institut (PEI), an das mögliche Nebenwirkungen nach COVID-19-Impfungen gemeldet werden, gab es bis Ende September 2021 fünf Verdachtsmeldungen zu einem tödlichen Ausgang bei Jugendlichen. In keinem dieser Fälle schätzte das PEI einen ursächlichen Zusammenhang mit der Impfung als möglich oder wahrscheinlich ein, so bestand bei einem nach der zweiten Impfung verstorbenen Jugendlichen laut PEI eine besonders schwere impfunabhängige Vorerkrankung des Herzens. Nach RKI-Angaben waren zum November 2021 zwei Millionen Jugendliche im Alter zwischen 12 und 17 Jahren vollständig geimpft.
Im Dezember 2022 präsentierte Sichert Zahlen der Kassenärztlichen Bundesvereinigung, die seiner Lesart nach einen sehr deutlichen Anstieg von plötzlichen Todesfällen infolge der COVID-19-Impfung ab Anfang 2021 belegen sollten. Daraufhin forderte die AfD die Aussetzung der Corona-Impfung. Experten der Kassenärztlichen Vereinigungen wiesen darauf hin, dass die Abrechnungsdaten von 2012 bis 2022 keinerlei Auffälligkeiten hinsichtlich der von der AfD genannten Todesarten erkennen ließen, und machten deutlich, dass die von Sichert präsentierten Zahlen überhaupt nicht geeignet seien, Aussagen über die Zunahme plötzlicher Todesfälle zu machen. Da Sichert Daten von Menschen angefordert habe, die im Jahr 2021 einen Arzt aufgesucht haben, könnten die Daten überhaupt keine Menschen enthalten, die vor dem Jahr 2021 verstorben seien.

### Islam
Für Sichert ist nach eigener Angabe „das Thema Scharia und das des radikalen Islam das, das mich in die Politik gebracht hat“. Radikale Muslime seien viel gewalttätiger als Radikale aller anderen Religionen und für weltweit über 90 % aller Terroranschläge verantwortlich. Dies brachte er mit Eigenschaften des Propheten Mohammed in Verbindung, indem er fragte, ob dies daran liege, „dass der Prophet Mohammed selber Kriegsverbrecher war“. Nach Ausschreitungen während der vorangegangenen Silvesternacht schrieb Sichert am 4. Januar 2023 auf Twitter, dass die Bundesregierung „Millionen Kulturfremde und Kulturfeindliche ohne Perspektive und Fähigkeiten ins Land“ hole und so zu mehr Rechtsextremismus im Land beitrage. Anlässlich der Abstimmung im Bundestag über die Anerkennung des Völkermordes an den Jesiden durch den Islamischen Staat kündigte Sichert die Zustimmung der AfD-Fraktion an. Die Entscheidung sei „höchste Zeit“. Man müsse zudem verhindern, dass über das Asylrecht auch die „Verfolger“ der Jesiden nach Deutschland kämen.

### Weitere Kontroversen
Im September 2022 sagte Sichert im Bundestag, dass „ukrainische Nobelkarossen vor deutschen Zahnarztpraxen“ stünden und „Ukrainer sich auf Kosten der deutschen Beitragszahler die Zähne richten“ ließen, während „viele Deutsche“ nicht mehr wüssten, „wie sie angesichts der gestiegenen Lebenshaltungskosten selbst ihre Grundnahrungsmittel finanzieren“ sollten. Daraufhin schrieb Bundesgesundheitsminister Karl Lauterbach auf Twitter von einer „abstoßenden Rede“ Sicherts; genau so hätten „Nazis hier im Haus über Juden gesprochen“. Sichert teilte anschließend mit, er habe Lauterbach wegen Verharmlosung des Holocaust angezeigt.